# Eterasa
Las eterasas son enzimas que catalizan la hidrólisis de enlaces R-O-R en compuestos orgánicos. 

Una eterasa de importante interés es la ácido N-acetilmurámico 6-fosfato eterasa, la cual es una enzima esencial para la síntesis de mureína. 

Algunas eterasas podrían tener un posible valor biotecnológico para el aprovechamiento energético de la biomasa, ya que permitirían aprovechar la lignina.